# Stazione di Albonese
Stazione di Albonese vasútállomás Olaszországban, Albonese településen.

## Vasútvonalak
Az állomást az alábbi vasútvonalak érintik:
- Novara–Alessandria-vasútvonal

## Kapcsolódó állomások
A vasútállomáshoz az alábbi állomások vannak a legközelebb:
- Stazione di Borgo Lavezzaro
- Stazione di Mortara